# Pseudochariesthes nobilis
Pseudochariesthes nobilis là một loài bọ cánh cứng trong họ Cerambycidae.